# Vignanello bianco
Il Vignanello bianco è un vino DOC la cui produzione è consentita nella provincia di Viterbo.

## Caratteristiche organolettiche
- colore: paglierino più o meno intenso con leggeri riflessi verdognoli.
- odore: delicato, più o meno aromatico
- sapore: secco con leggero retrogusto amarognolo, abboccato fine e delicato.

## Produzione
Provincia, stagione, volume in ettolitri
- Viterbo  (1993/94)  2858,32
- Viterbo  (1994/95)  5904,52
- Viterbo  (1995/96)  3103,04
- Viterbo  (1996/97)  3367,05